# Johann Rudolf Pfyffer von Altishofen
 (septembre 2010).
Si vous disposez d'ouvrages ou d'articles de référence ou si vous connaissez des sites web de qualité traitant du thème abordé ici, merci de compléter l'article en donnant les références utiles à sa vérifiabilité et en les liant à la section « Notes et références ».
Johann Rudolf Pfyffer von Altishofen, né à Lucerne en 1615 et mort à Rome le 17 mai 1657, est un militaire suisse. Il fut le 13e commandant de la Garde suisse pontificale et 1er représentant d’une longue lignée de commandant tous issus d’une famille patricienne lucernoise.

## Biographie
Il serait le fils illégitime du pape Innocent X auprès duquel il est entré en service en 1592.
Au début de l’année 1657, il tomba gravement malade et obtint alors que son frère Ludwig lui succède. Il décède le 17 mai, officiellement de dysenterie, mais sa mort soudaine laisse planer un doute sur les circonstances, cette mort fut en effet jugée par beaucoup comme un empoisonnement.